# Языки Гонконга

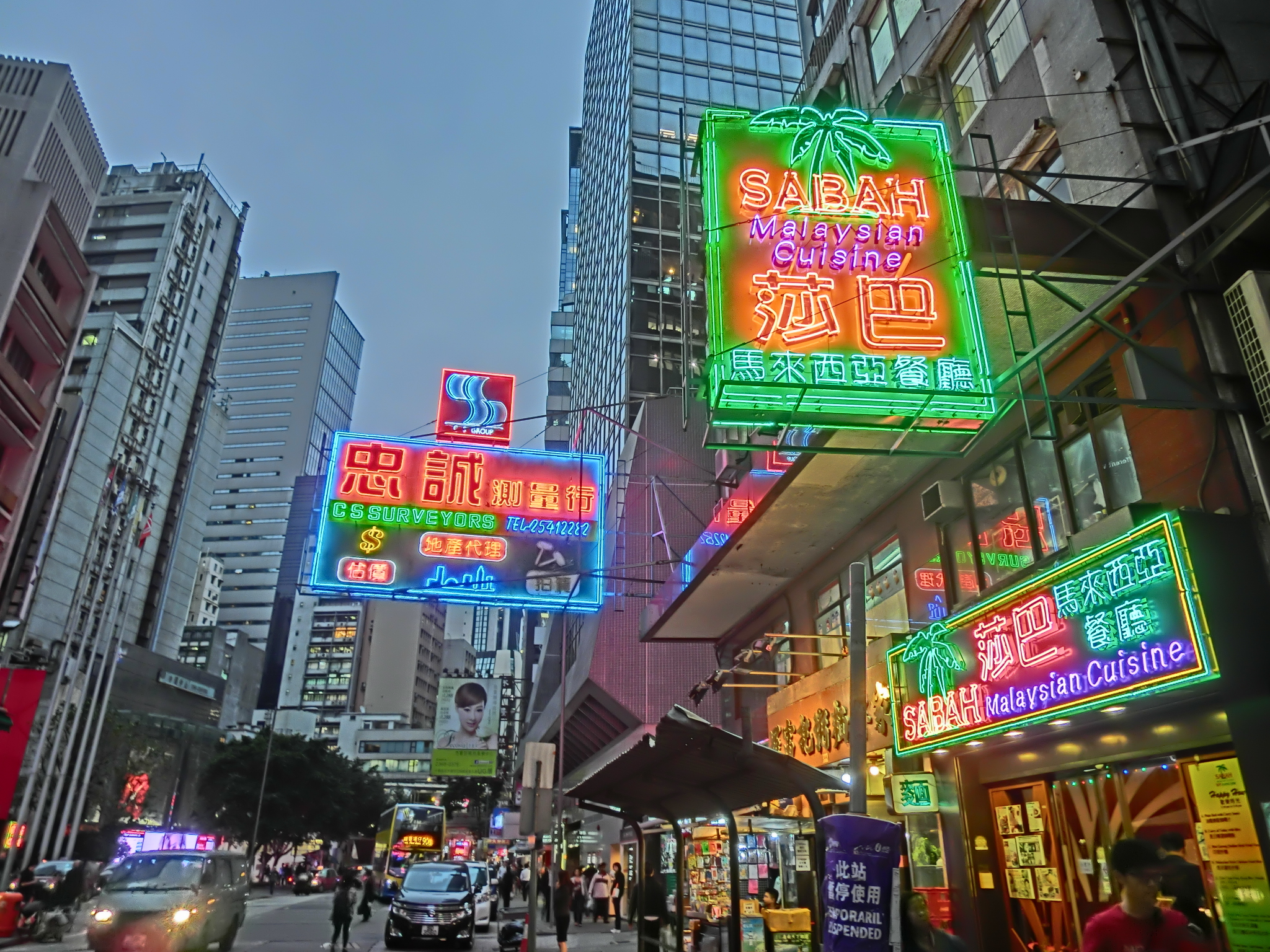
Вывески на английском и китайском языках в центре Гонконга

Официальными письменными языками Гонконга являются китайский и английский языки, о чём записано в 9 статье Основного закона Гонконга. В качестве устных языков в официальной сфере допускаются кантонский и севернокитайский диалект, а также английский язык. Письменный кантонский язык используется  в основном в детской литературе, рекламе и другой неформальной переписке. Кроме этого, в домашнем обиходе используются языки недавних иммигрантов из Филиппин, Индонезии и др. стран. Современная ситуация двуписьменности и трёхъязычия появилась относительно недавно (после передачи Гонконга КНР в 1998 году). До этого языковая политика региона прошла несколько этапов развития, многие из которых сопровождались языковыми конфликтами.

## История
Из диалектов китайского языка на территории Гонконга используются в основном два:  севернокитайский (путунхуа) и кантонский. При этом законодательно не установлено, какая из разновидностей китайского языка является стандартом. На материковом Китае в качестве стандартизированной формы устного языка используется путунхуа, а письменного — упрощённые иероглифы, в то время как в Гонконге стандартными языковыми формами уже какое-то время де-факто являлись кантонский и полные иероглифы.
Пытаясь закрепиться в Гонконге, британские колонисты сознательно не уделяли внимания ни развитию местных языков, ни поддержанию связей между кантонским и стандартным китайским языком. В 1883 году, через сорок один год после захвата Гонконга, британские власти провозгласили английский единственным официальным языком концессии, хотя англофоны составляли не более 2 % его населения (в 1865 году из 125 504 человек лишь 2 000 были белыми, или 1,57 %). По переписи 1979 года, 88 % населения Гонконгa назвали родным языком кантонский, около 10 % — другие китайские диалекты (в основном шанхайский) и около — 2 % английский.
Рост гражданского самосознания гонконгцев и демонстрации конца 1960-х привели к официальному признанию равноправия китайских диалектов и английского, хотя этот процесс юридически завершился только к 1986 году. Более того, хотя использование китайской письменности и кантонского языка в школах формально былo разрешено, на практике оно не поощрялось до самого последнего года британской власти. Кампании по изучению северокитайского языка также носили в основном декларативный характер. В 1997 году только 12 % школ в Гонконге были синоязычными. Однако уже в 1998 году эта пропорция достигла 70 %.

### Современные тенденции
После присоединения к КНР прогрессирующая англизация была приостановлена ввиду того, что английскому языку теперь всё тяжелее конкурировать с распространяющимся здесь северокитайским. Однако поскольку иммиграция китайцев из материковой части КНР законодательно ограничена, распространение северокитайского языка, как и до этого английского, происходит в основном через сферу образования, СМИ, торговлю и туризм. По данным доклада 2012 года, 96 % населения Гонконга владеет кантонским языком, 48 % — северокитайским и 46 % — английским. Таким образом, в настоящее время кантонский язык выступает в качестве абсолютно преобладающего родного (устного и реже письменного) языка, северокитайский — в качестве второго (письменного и реже устного), а английский — в качестве иностранного (в основном письменного). C 1998 года северокитайский язык стал изучаться как предмет в гос. школах, а c 2000 года его знания стали проверяться при проведении госэкзаменов. В 2012 году число гонконгцев, владеющих северокитайским, впервые превысило число владеющих английским. Таким образом, северокитайский язык потеснил английский всего через 13 лет после присоединения к КНР. Языковое наследие 156-летнего периода британского правления угасает в Гонконге даже быстрее, чем ожидалось. Постепенное вытеснение английского северокитайским неудивительно: если в 1998 году Гонконг производил 16 % ВВП КНР, то к 2014 году эта доля опустилась до менее чем 3 %. К концу 2000-х взрослые гонконгцы знали английский примерно так же, как и население других стран региона, никогда не управлявшихся Англией. Помимо этого, в английской речи гонконгцев наметилась тенденция к усилению интерференции со стороны их родного языка, приводящая к тому, что внешне английские изречения, калькированные по моделям китайских диалектов, становятся абсолютно непонятными для иностранцев или носителей английского языка. Это, впрочем, не мешало Гонконгу оставаться экономически успешным регионом. Впрочем, это угасание носит скорее относительный характер: в абсолютных цифрах число и доля владеющих английским языком в Гонконге продолжает медленно расти, о чём свидетельствует сравнение данных переписей 2001 и 2011 годов. Кроме этого, наметилась переориентация на американские стандарты английского языка, особенно заметная в частном секторе и среди детей и подростков. Доля владеющих северокитайским, однако, растёт гораздо быстрее (с 35 % до 48 % за межпереписной период). Хотя на мировом уровне гонконгцы продолжают владеют английским лучше, чем население планеты в целом, они уже не занимают лидирующие позиции по этому показателю, опустившись с 12-го места в 2011 году до 22-го в 2013. Кроме этого, из-за конкуренции со стороны северокитайского ухудшилось и качество владения английским (-0,9 % за период между 2007 и 2012 гг). В результате, по показателю владения английским языком Гонконг к 2012 году отстал на 10 позиций от Сингапура, хотя ранее опережал его. После того, как английский в Гонконге отошёл на третий план, в сфере образования усилились трения между носителями северокитайского и кантонского языков: 70 % аспирантов в ВУЗах Гонконга составляют выходцы из Северного Китая, плохо понимающие кантонский язык.

## Прочие сино-тибетские языки (диалекты)
В 1911 году в Гонконге насчитывалось 20 тыс. хакка, в 1921 году — 29 тыс., в 1931 году — 31 тыс.. В 1961 году 128,4 тыс. человек или 4,9 % всех гонконгцев разговаривали на языке хакка. По состоянию на начало 1980-х годов 3,3 % всех китайцев Гонконга разговаривали на языке хакка. Согласно данным за 2006 год языком хакка владели лишь 1,1 % гонконгцев. Таким образом, хакка во втором и третьем поколении перестают пользоваться родным языком и переходят на более престижный в Гонконге кантонский диалект.